# St. Louis City Soccer Club
Ne pas confondre avec le Saint Louis FC, AC St. Louis et Athletica de Saint-Louis
Maillots
Actualités
Dernière mise à jour : 28 juillet 2025.
Le St. Louis City Soccer Club, est un club franchisé américain de soccer évoluant en Major League Soccer, basé à Saint-Louis, dans le Missouri.

## Histoire

### Origines et fondation

#### Héritage du soccer à Saint-Louis
Le soccer a une histoire établie au niveau professionnel et amateur dans le Grand Saint-Louis depuis plus d'un siècle. En 2007, St. Louis était considéré comme une destination possible pour le Real Salt Lake après que le fondateur de ce dernier ait annoncé qu'il vendrait le club si un nouveau stade n'était pas construit spécialement pour sa franchise. De 2008 à 2009, Jeff Cooper en tant qu'avocat de St. Louis dirige un groupe de propriétaires potentiels qui tentent d'amener une équipe d'expansion en Major League Soccer dans le grand Saint-Louis mais les offres sont rejetées en faveur d'autres villes. Malgré les plans approuvés pour construire le Collinsville Soccer Complex pour un montant de 600 millions de dollars, la n'est pas convaincu par le soutien financier de l'offre et suggère à Cooper d'élargir son groupe d'investisseurs,. Cooper lance plutôt un club masculin de deuxième division et un club franchisé en Women's Professional Soccer. Ainsi naissent l'AC St. Louis qui ne joue qu'une seule saison en USSF Division 2 Professional League avant d'être dissout en 2011 à la suite de difficultés financières et l'Athletica de Saint-Louis qui connait le même sort au milieu de sa deuxième saison 2010.
Fin 2014, la ville annonce des projets pour un nouveau stade, à la fois pour accueillir le football américain et le soccer. Don Garber (en), le commissaire de la MLS déclare en janvier 2015 que St. Louis travaille fort pour la construction d'un stade pour le club franchisé de NFL des Rams de Saint-Louis et qu'un stade dédié au soccer dans le centre-ville serait un atout fort pour la candidature à la MLS. En mai 2015, Garber se rend à Saint-Louis pour parler d'un éventuel nouveau stade polyvalent qui pourrait accueillir des matchs de soccer. Garber averti que toute expansion possible à Saint-Louis se produirait après 2020. Le 12 janvier 2016, les Rams déménagent à Los Angeles après avoir joué à St. Louis pendant vingt-et-une saisons. Le déménagement des Rams accélère alors les pourparlers pour une équipe d'expansion de la MLS.
En 2017, la MLS intensifie ses démarches afin d'ajouter une équipe à Saint-Louis à partir de 2020. Le groupe d'investisseurs se met alors en quête de fonds publics pour participer à la construction d'un stade de 200 millions de dollars dédié au soccer près d'Union Station au centre-ville de Saint-Louis. Le 26 janvier 2017, un plan de financement est approuvé par un directeur comité de la ville qui consacre 60 millions de dollars de recettes fiscales municipales pour le projet du nouveau stade. Le 4 avril suivant, les électeurs rejettent le plan lors d'un référendum et laisse l'avenir de la ville dans sa quête d'une franchise en MLS dans le doute,.
En septembre 2018, le St. Louis Post-Dispatch rend compte d'une réunion entre des responsables du département du développement économique du Missouri et des représentants de la MLS concernant une proposition de stade. Lyda Krewson (en), la maire de St. Louis confirme plus tard qu'un nouveau groupe essaye d'amener une équipe à Saint-Louis. Le projet MLS de Saint-Louis est relancé le 9 octobre de la même année avec Carolyn Kindle Betz et d'autres héritiers de la fortune de l'Enterprise Rent-A-Car en tant que principaux investisseurs. L'emplacement du stade reste dans le même secteur, près de l'Union Station, comme en 2016. Cette candidature ne sollicite pas de financement public par le biais des impôts, évitant ainsi un référendum populaire sur la question. Le 28 novembre 2018, la commission du logement, du développement urbain et du zonage du conseil municipal vote à 8-0 pour approuver le plan du stade.

#### Fondation du club en 2019
Le 18 avril 2019, la Major League Soccer annonce son intention de s'étendre à trente équipes contre vingt-huit équipes précédemment. La ligue compte alors vingt-sept équipes existantes ou prévues. Le bureau directeur demande ainsi au commissaire de faire avancer les discussions avec le Republic de Sacramento et les projets pour Saint-Louis. Les deux candidatures sont invitées à faire des présentations au comité d'expansion de la MLS pour aborder le plan final du stade de chaque candidature, les soutiens privés, la composition du groupe d'investisseurs, les détails du financement, les plans stratégiques pour le développement du soutien populaire, les engagements sur la formation des joueurs et les détails sur les initiatives locales de programmes communautaires,.
Le 20 avril suivant, deux jours après l'annonce de la MLS sur l'avancée des discussions avec les offres de Sacramento et de Saint-Louis, le groupe de Saint-Louis publie des informations sur leur projet de stade. La conception d'une enceinte de 22 500 places est réalisée en collaboration entre HOK et Snow Kreilich Architects. Le groupe promet également que chaque siège sera à moins de 120 pieds du terrain et qu'un auvent couvrira les tribunes.
Le 20 août 2019, la MLS fait l'annonce qu'elle approuve Saint-Louis comme vingt-huitième franchise de la ligue et fera ses débuts sportifs lors de la saison 2022. Le groupe de propriétaires se compose de Carolyn Kindle Betz, la présidente de l'Enterprise Holdings Foundation et de femmes membres de la Famille Taylor et est la première équipe détenue majoritairement par des femmes en MLS. Dans l'annonce, Don Garber (en) affirme que « Saint-Louis est une ville avec une tradition riche de soccer et c'est un marché que nous avons envisagé depuis la création de la ligue. Notre ligue se renforce actuellement avec l'ajout des fans de soccer profondément dévoués à la ville et du groupe local de propriétaires engagé et innovant dirigé par Carolyn Kindle Betz, la famille Taylor et Jim Kavanaugh ».
Le 19 octobre 2019, le groupe de propriétaires publient de nouveaux plans pour le stade. La zone est étendue pour englober un plan de 31 acres et dépassera probablement l'estimation initiale des coûts de 200 millions de dollars. Les investisseurs acceptent d'acheter et de posséder le terrain avec le stade et ne cherchent pas de recettes fiscales ou de financement public pour la réalisation.
Le 17 décembre suivant, l'État du Missouri informe le groupe de propriétaires que les trente millions de dollars précédemment promis par l'État ne seraient plus fournis. Le 18 mars 2020, le Missouri Development Finance Board approuve à l'unanimité un ensemble de crédit d'impôts d'une valeur de 5,7 millions de dollars pour aider à la construction du stade de 458 millions de dollars et de ses environs.

### Débuts sportifs
Le 25 mars 2020, la direction du club publie un communiqué en lien avec la pandémie de Covid-19. La préparation du site pour le stade se poursuivra comme prévu mais devra respecter tous les conseils de santé des responsables de la santé publique et du gouvernement local, de l'État et national. La préparation du site comprend le défrichage de tous les terrains où le stade sera installé et la démolition des anciennes rampes d'accès et de sortie situées sur le site.
Le 30 mars 2021, Purina, un fabricant d'aliments pour animaux de compagnie fondé et basé à Saint-Louis, devient le premier commanditaire de maillot et partenaire fondateur du club. Le 14 juillet suivant, Together Credit Union, une coopérative financière, se joint au club comme deuxième partenaire fondateur et partenaire bancaire officiel.
D'un point de vue sportif, le 5 janvier 2022, Bradley Carnell, ancien international sud-africain et entraîneur adjoint des Red Bulls de New York est nommé premier entraîneur-chef de l'équipe.

## Palmarès et records

### Bilan par saison
| Saison | Saison régulière | Saison régulière | Saison régulière | Saison régulière | Saison régulière | Saison régulière | Saison régulière | Position | Position | Coupe MLS | US Open Cup | Ligue des champions | Affl. moy. saison régulière | Affl. moy. séries éliminat. |
| Saison | M                | V                | N                | D                | BP               | BC               | Pts              | Conf.    | Ligue    | Coupe MLS | US Open Cup | Ligue des champions | Affl. moy. saison régulière | Affl. moy. séries éliminat. |
| ------ | ---------------- | ---------------- | ---------------- | ---------------- | ---------------- | ---------------- | ---------------- | -------- | -------- | --------- | ----------- | ------------------- | --------------------------- | --------------------------- |
| 2023   |                  |                  |                  |                  |                  |                  |                  |          |          |           |             |                     |                             |                             |

## Logos et couleurs
Le blason comporte l'emblématique Gateway Arch et les deux lignes symbolisent la confluence des deux rivières de la région (Mississippi et Missouri). Les couleurs de l'équipe sont le rouge, le bleu marine et le jaune,,.

## Structures du club

### Structures sportives

#### Stade

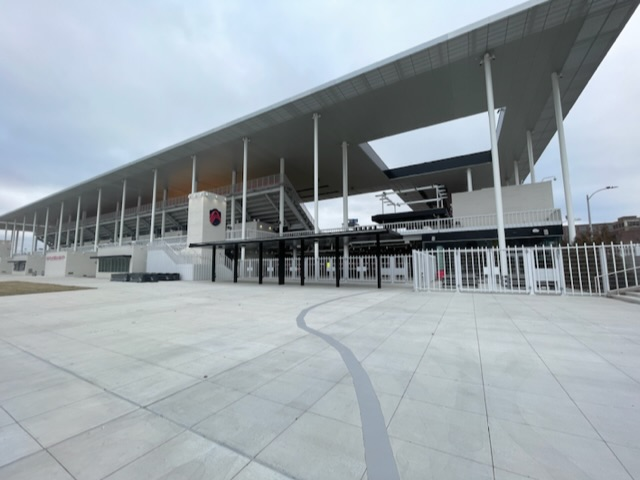
CityPark

L'équipe joue au CityPark au centre-ville de Saint-Louis dans une zone de développement qui comprend les bureaux du club, les installations de formation et des zones commerciales,. Le stade est destiné à organiser 17 à 23 matchs de soccer par an et sert de lieu de concerts, de sports pour les écoles secondaires du coin. La conception du stade vise à relier les environs et le centre-ville tout en se fondant dans le quartier.

#### Centre d'entraînement
En janvier 2019, la franchise annonce son intention d’utiliser le CityPark, situé à Saint-Louis (Missouri) pour s’en servir comme centre d'entraînement pour l’équipe première, l’académie de soccer et l’équipe réserve.
Le centre d'entraînement comprend plus de trente hectares d'espaces verts qui comprennent un parc, une salle de conférence, une caféteria, une salle de relaxation, des terrains de soccer pour les jeunes et également un centre communautaire. Le centre est utilisé par toutes les équipes du St. Louis City SC en allant de leurs équipes de l'académie et de la réserve jusqu’à l'équipe première qui évolue en MLS.

## Personnalités du club

### Propriétaires
Le groupe de propriétaires du St. Louis City SC comprend Carolyn Kindle Betz, la famille Taylor (propriétaires d’Enterprise Holdings (en)) et Jim Kavanaugh (en) (PDG et cofondateur de World Wide Technology (en)). C'est également la première franchise de MLS détenu en majorité par des femmes,,.

### Entraîneurs
Le tableau suivant présente la liste des entraîneurs du club depuis 2022.
| Rang | Entraîneur      | Nationalité    | Début          | Fin          | Matchs | Victoires | Nuls | Défaites | % victoires | Palmarès |
| ---- | --------------- | -------------- | -------------- | ------------ | ------ | --------- | ---- | -------- | ----------- | -------- |
| 1    | Bradley Carnell | Afrique du Sud | 5 janvier 2022 | 30 juin 2024 | 0      | 0         | 0    | 0        | 0%          |          |
| 2    | Olof Mellberg   | Suède          | 2024           | 2024         | 2      | 1         | 1    | 0        | 75%         |          |

### Effectif actuel (2025)

#### Joueurs prêtés
Le tableau suivant liste les joueurs en prêt pour la saison 2023.
| Joueurs prêtés |    |                                  |              |                     |                    |              |  |
| \| N° \| P. \| Nat. \| Nom \| Date de naissance \| Sélection \| Club en prêt \| \| \| 17 \| D \| \| Selmir Pidro \| 03/03/1998 (27 ans) \| Bosnie-Herzégovine \| FC Zlín \| \| \| 30 \| A \| \| Isak Jensen \| 23/12/2003 (21 ans) \| Danemark -19 ans \| Viborg FF \| \| |    |                                  |              |                     |                    |              |  |
| N° | P. | Nat.                             | Nom          | Date de naissance   | Sélection          | Club en prêt |  |
| 17 | D  | Drapeau de la Bosnie-Herzégovine | Selmir Pidro | 03/03/1998 (27 ans) | Bosnie-Herzégovine | FC Zlín      |  |
| 30 | A  | Drapeau du Danemark              | Isak Jensen  | 23/12/2003 (21 ans) | Danemark -19 ans   | Viborg FF    |  |

| N° | P. | Nat.                             | Nom          | Date de naissance   | Sélection          | Club en prêt |  |
| 17 | D  | Drapeau de la Bosnie-Herzégovine | Selmir Pidro | 03/03/1998 (27 ans) | Bosnie-Herzégovine | FC Zlín      |  |
| 30 | A  | Drapeau du Danemark              | Isak Jensen  | 23/12/2003 (21 ans) | Danemark -19 ans   | Viborg FF    |  |

## Soutien et image

### Supporters

#### Histoire
Le groupe de supporters de soccer le plus important de la région de St Louis est les St. Louligans. Leur nom fait référence au hooliganisme dans le football qui est le comportement perturbateur et désordonné des fans et ce type de phénomène ne se retrouve généralement pas chez les amateurs de soccer en Amérique du Nord. Les St. Louligans sont fondés en 2010 lorsque plusieurs groupes de fans locau unissent leurs forces lors des matchs à domicile de l'AC St. Louis. Ils apportent un soutien à un certain nombre d'équipes de soccer de la région de St. Louis, notamment pour l'AC St. Louis, l'Athletica de Saint-Louis, les St. Louis Lions et le FC Adrenaline.
Le St. Louligans sont le groupe de supporters officiel du Saint Louis FC, une équipe de USL Championship fondée en 2014. Le Saint Louis FC a travaillé en collaboration étroite avec les St. Louligans pour encourager leur soutien. Les contributions notables du groupe incluent de collaborer avec les Coopers qui sont un groupe de supporters de Louisville City pour créer la Kings' Cup, une compétition amicale entre les deux équipes,. Néanmoins, le Saint Louis FC est dissout en 2020.
Le chapitre de St. Louis des The American Outlaws (en), le plus grand groupe de supporters pour les sélections masculine et féminine des États-Unis, est l'un des plus actifs du pays avec plus de mille membres et le leader national des fonds collectés pour la branche caritative du groupe, AO Impact.

#### De nos jours
Des nouveaux groupes de supporters indépendants s'organisent en prévision de l'arrivée de l'équipe en MLS pour soutenir le City2, l'équipe réserve, tout au long de la campagne 2022 en MLS Next Pro. Ces groupes incluent les Saint Louis CITY Punks, un groupe de supporters inspirés des groupes de Punk rock, ainsi que les No Nap City Ultras, un groupe de supporters avec les parents et des jeunes enfants. En 2022, l'arrivée d'un nouveau groupe de supporters appelée la Fleur de Noise ont pour rôle d'animer l'ambiance du club.
Le nouveau stade contient une section des supporters pouvant accueillir plus de 3 000 spectateurs, trois estrades pour capos, un long système intégré de tifo et un bar dédié aux supporters.

### Rivalités
En raison de la proximité de leurs villes d'origine et de la rivalité historique des deux régions, le Sporting de Kansas City et le St. Louis City SC ont commencé à développer une rivalité précoce,,.

## Équipe réserve

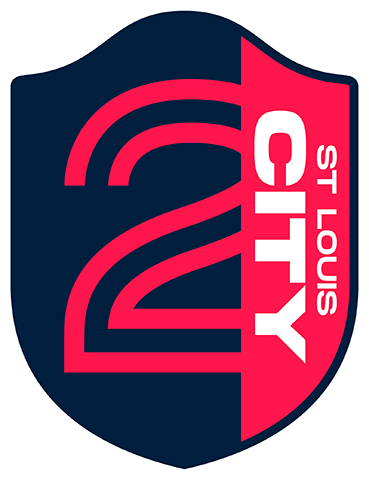
Logo du St. Louis City 2

Le St. Louis City SC 2 évolue en MLS Next Pro, le troisième niveau dans la hiérarchie nord-américaine. Après avoir annoncé la création de son équipe réserve le 6 décembre 2021, Saint-Louis nomme John Hackworth (en) comme le premier entraîneur de cette nouvelle formation le 14 janvier 2022.
L'équipe dispute ses rencontres au Hermann Stadium, sur le campus de l'Université de Saint-Louis, et au Ralph Korte Stadium (en), sur le campus de l'Université du Southern Illinois à Edwardsville (en),.
L'équipe ouvre sa saison inaugurale le 25 mars 2022 contre le Rochester New York FC au Hermann Stadium,. En fin de saison, le City2 remporte la conférence Ouest et se hisse en finale où il s'incline face au Crew 2 de Columbus.

### Bilan par saison
| Année | Niv. | Ligue        | Saison régulière | Saison régulière | Saison régulière | Saison régulière | Saison régulière | Saison régulière | Saison régulière | Position | Position | Séries | Meilleurs buteurs | Meilleurs buteurs |
| Année | Niv. | Ligue        | M                | V                | N                | D                | BP               | BC               | Pts              | Conf.    | Ligue    | Séries | Joueurs           | Buts              |
| ----- | ---- | ------------ | ---------------- | ---------------- | ---------------- | ---------------- | ---------------- | ---------------- | ---------------- | -------- | -------- | ------ | ----------------- | ----------------- |
| 2022  | 3    | MLS Next Pro | 24               | 15               | 3                | 6                | 51               | 34               | 49               | 1re      | 1er      | Finale | Josh Dolling      | 8                 |
| 2023  | 3    | MLS Next Pro |                  |                  |                  |                  |                  |                  |                  |          |          |        |                   |                   |

### Entraîneurs
| Rang | Entraîneur          | Nationalité | Début           | Fin      | Matchs | Victoires | Nuls | Défaites | Buts marqués | Buts encaissés | % victoires |
| ---- | ------------------- | ----------- | --------------- | -------- | ------ | --------- | ---- | -------- | ------------ | -------------- | ----------- |
| 1    | John Hackworth (en) | États-Unis  | 14 janvier 2022 | En poste | 28     | 17        | 3    | 8        | 56           | 42             | 60.71%      |